# Cardiff Metropolitan University Football Club
Il' Cardiff Metropolitan University FC è una squadra di calcio gallese. Il club ha avuto una storia turbolenta con numerosi cambi di nome.
Il club è stato formato da una serie di unioni fra squadre diverse. Inizialmente il Lake United cambiò nome in AFC Cardiff nel 1984. Nel 1990 si unirono con il Sully FC per formare l'Inter Cardiff FC. Nel 1996 il club cambiò nome in Inter CableTel AFC per ragioni di sponsor ma ritornò a chiamarsi Inter Cardiff FC nel 1999.
Nel 2000 l'Inter Cardiff FC si unì con l'UWIC FC per formare l'UWIC Inter Cardiff FC. I soprannomi della squadra sono The International, The Sheep (il Galles è famoso per le pecore) o The Div's (da Car-DIFF).
Il Club è attualmente nella Prima Divisione. L'UWIC Inter Cardiff comprende diverse squadre maschili e anche una squadra femminile, e gioca nel Cyncoed Campus a Cardiff.

## Statistiche e record

### Statistiche nelle competizioni UEFA
Tabella aggiornata alla fine della stagione 2019-2020.
| Competizione                  | Partecipazioni | G | V | N | P | RF | RS |
| ----------------------------- | -------------- | - | - | - | - | -- | -- |
| Coppa UEFA/UEFA Europa League | 4              | 8 | 2 | 0 | 6 | 3  | 20 |

### Partecipazioni nelle competizioni UEFA
| Stagione | Competizione       | Turno | Paese                  | Club               | Risultato |
| -------- | ------------------ | ----- | ---------------------- | ------------------ | --------- |
| 1994/95  | Coppa UEFA         | Q     | Polonia (bandiera)     | GKS Katowice       | 0-2, 0-6  |
| 1997/98  | Coppa UEFA         | 1Q    | Scozia (bandiera)      | Celtic             | 0-3, 0-5  |
| 1999/00  | Coppa UEFA         | Q     | Slovenia (bandiera)    | HIT Gorica         | 0-2, 1-0  |
| 2019-20  | UEFA Europa League | TP    | Lussemburgo (bandiera) | Progrès Niedercorn | 1-0, 1-2  |

- Q = turno di qualificazione
- TP=turno preliminare

## Palmarès

### Competizioni nazionali
- Welsh League Cup: 1

2018-2019
- Welsh Football League Division One: 1

2015-2016
- Welsh Football League Division Two: 1

2013-2014

### Altri piazzamenti
- Welsh Premier League:

Secondo posto: 1992-1993, 1993-1994, 1996-1997, 1998-1999
- Coppa del Galles:

Semifinalista: 2018-2019, 2023-2024
- Welsh League Cup:

Finalista: 2017-2018, 2019-2020, 2021-2022
Semifinalista: 2022-2023, 2023-2024
- FAW Premier Cup:

Semifinalista: 1998-1999
- Welsh Football League Division One:

Terzo posto: 2014-2015